# Lista de reitores da Universidade Federal de Santa Catarina
Lista de reitores, e respectivos vices, da Universidade Federal de Santa Catarina.
| nº | Reitor(a)                       | Formação               | Faculdade | Vice-reitor(a)                       | Formação                  | Faculdade | Período   |
| -- | ------------------------------- | ---------------------- | --------- | ------------------------------------ | ------------------------- | --------- | --------- |
| 1  | João David Ferreira Lima        | Direito                | CCJ       | Luiz Osvaldo d'Acâmpora              | Farmácia                  | CCS       | 1961-1968 |
| 1  | João David Ferreira Lima        | Direito                | CCJ       | Roberto Mündel de Lacerda            | Direito                   | CCJ       | 1968-1972 |
| 2  | Roberto Mündel de Lacerda       | Direito                | CCJ       | Hamilton Nazareno Ramos Schaefer     | Engenharia Elétrica       | CTC       | 1972-1976 |
| 3  | Caspar Erich Stemmer            | Engenharia Mecânica    | CTC       | Roldão Consoni                       | Medicina                  | CCS       | 1976-1980 |
| 4  | Ernani Bayer                    | Direito                | CCJ       | Nilson Paulo                         | Engenharia Química/Física | CFM       | 1980-1984 |
| 5  | Rodolfo Joaquim Pinto da Luz    | Direito                | CCJ       | Aquilles Amaury Córdova Santos       | Odontologia               | CCS       | 1984-1988 |
| 6  | Bruno Rodolfo Schlemper Junior  | Medicina               | CCS       | Osvaldo Monn                         | Matemática                | CFM       | 1988-1992 |
| 6  | Bruno Rodolfo Schlemper Junior  | Medicina               | CCS       | José Carlos Zanini                   | Engenharia Mecânica       | CTC       | 1988-1992 |
| 7  | Antônio Diomário de Queiroz     | Engenharia de Produção | CTC       | Nilcéa Lemos Pelandré                | Letras                    | CCE       | 1992-1996 |
| 8  | Rodolfo Joaquim Pinto da Luz    | Direito                | CCJ       | Lúcio José Botelho                   | Medicina                  | CCS       | 1996-2004 |
| 9  | Lúcio José Botelho              | Medicina               | CCS       | Ariovaldo Bolzan                     | Engenharia Química        | CTC       | 2004-2008 |
| 10 | Alvaro Toubes Prata             | Engenharia Mecânica    | CTC       | Carlos Alberto Justo da Silva        | Medicina                  | CCS       | 2008-2012 |
| 11 | Roselane Neckel                 | História               | CFH       | Lúcia Helena Martins-Pacheco         | Engenharia de Produção    | CTC       | 2012-2016 |
| 12 | Luiz Carlos Cancellier de Olivo | Direito                | CCJ       | Alacoque Lorenzini Erdmann           | Enfermagem                | CCS       | 2016-2017 |
| 13 | Ubaldo César Balthazar          | Direito                | CCJ       | Alacoque Lorenzini Erdmann           | Enfermagem                | CCS       | 2018-2020 |
| 13 | Ubaldo César Balthazar          | Direito                | CCJ       | Catia Regina Silva de Carvalho Pinto | Engenharia Ambiental      | CTJ       | 2020-2022 |
| 14 | Irineu Manoel de Souza          | Administração          | CSE       | Joana Célia dos Passos               | Educação                  | CED       | 2022-2026 |